# سالي أوليفر
سالي أوليفر (بالإنجليزية: Sally Oliver)‏ هي ممثلة بريطانية، ولدت في 26 ديسمبر 1983 في Broadland ‏ في المملكة المتحدة.

## وصلات خارجية
- سالي أوليفر على موقع IMDb (الإنجليزية)
- سالي أوليفر على موقع قاعدة بيانات الفيلم (الإنجليزية)